# Xeromantispa scabrosa
Xeromantispa scabrosa is een insect uit de familie van de Mantispidae, die tot de orde netvleugeligen (Neuroptera) behoort. 
Xeromantispa scabrosa is voor het eerst wetenschappelijk beschreven door Banks in 1912.